# Миливој Брачун
Миливој Брачун (Загреб, 22. април 1958) јесте бивши југословенски и хрватски фудбалски менаџер и бивши играч који је донедавно био тренер словеначког прволигаша Копера .
Брачун је играо за загребачки Динамо, Црвену звезду и Елче.

## Клупска каријера
Брачун је освојио са Динамом првенство Југославије у фудбалу 1981/82.
У лето 1986, после шест сезона у загребачком Динаму, Брачуну је истекао уговор на Максимиру . Пошто му тренер Мирослав Блажевић није понудио нови уговор, 28-годишњи дефанзивац је начелно договорио прелазак у сплитски Хајдук . Међутим, касније у љетном прелазном року у клуб се вратио ветеран Лука Перузовић, чиме би Брачун прелазак био сувишан. Уместо тога, Брачун је прихватио понуду спортског директора Црвене звезде Драгана Џајића и преселио се у Београд.
У Црвеној звезди Брачун се задржао двије године, после чега је прешао у Елче. Послије Елчеа се вратио у Динамо, али је због повреде завршио каријеру.

## Тренерска каријера
Брачун је водио омладински тим ГНК Динамо Загреб и сениорске екипе НК Истра Пула, НК Сегеста Сисак, НК Хрватски Драговољац, НК Пула СЧ, ФК Копер, НК Олимпија Љубљана, НК Загреб, НК Ријека и НК Интер Запрешић .